# ロベルト・レヴァンドフスキ
ロベルト・レヴァンドフスキ（ポーランド語: Robert Lewandowski, 1988年8月21日 - ）は、ポーランド・ワルシャワ出身のサッカー選手。ラ・リーガ・FCバルセロナ所属。ポーランド代表。同代表の最多得点記録、最多出場記録保持者。ポジションはFW（CF, SS）。
2000年代においてキャリア通算500ゴールを達成した史上4人目の選手。ドイツ・ブンデスリーガにおける1シーズンでの最多得点記録（41点）保持者。

## 概要
2019-20シーズンのUEFA欧州最優秀選手賞受賞者であり、7度のブンデスリーガ得点王、2019-20シーズンにはブンデスリーガ新記録となる11試合連続ゴールを記録している。ナショナルチームでは、ポーランド代表の歴代最多得点記録の保持者であり、ワールドカップ予選で16ゴールを決め、予選最多記録保持者でもある
同世代最高の選手の1人であり、史上最高のストライカーの1人と評されている。2020-21シーズンと2021-22シーズンには、ヨーロッパ・ゴールデンシューを獲得しており、2021年に創設された、クラブと代表の合計で最多得点を挙げた選手に贈られるゲルト・ミュラー・トロフィーの初代受賞者となり、翌2022年も連続で受賞した。
2022年9月7日、ヴィクトリア・プルゼニ戦で4ゴールをマーク。これによりUEFAチャンピオンズリーグ(CL)において異なる三つのクラブでハットトリックを達成した史上初の選手となった。

## クラブ経歴

### ズニチェ・プルシュクフ
2006-07シーズンからポーランドのズニチュ・プルシュクフに所属し、3部リーグで15ゴールを記録し優勝および得点王を獲得し、チームも2部に昇格した。次のシーズンには2部リーグで21ゴールを決めチームの1部昇格に貢献した。

### レフ・ポズナン

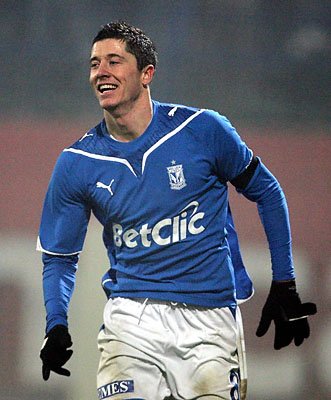
レフ・ポズナン時代 (2009年)

この活躍が認められ、2008年にレフ・ポズナンに移籍した。移籍1年目で14ゴールを記録。翌年には18ゴールを決め、チームのエクストラクラサ獲得に貢献し、自身も得点王のタイトルを獲得した。

### ボルシア・ドルトムント

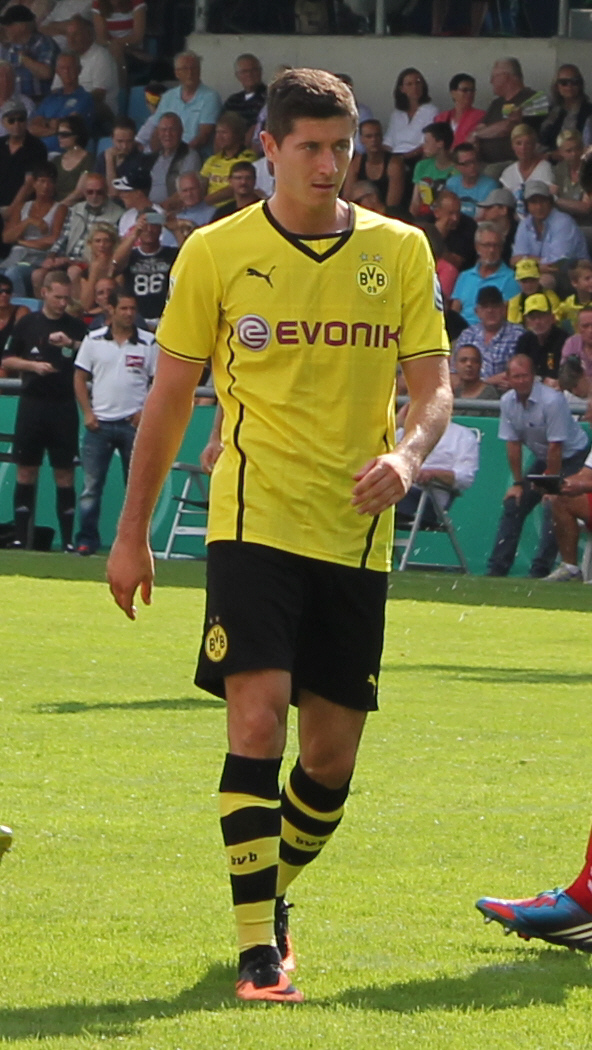
ドルトムント時代 (2013年)

2010-11シーズン、ドイツのボルシア・ドルトムントと4年契約を結んだ。本シーズン、チームはバイエルンの支配構造が続いていた中で、その連覇を阻む歴史的なリーグ優勝を飾ったがセレッソ大阪から加入した香川真司が、トップ下のレギュラーとして一世を風靡。さらに絶対的エースのルーカス・バリオスとマリオ・ゲッツェらアタッカー陣の活躍で先発に定着する事は無く、途中出場がほとんどだった。
2011-12シーズンは故障したバリオスに代わってトップにコンバートされて出場機会を増やし、さらに前シーズンの故障から復帰した香川との縦関係がハマったことで立場は絶対的な物になった。22ゴールを挙げ、チームのクラブ史上最高勝ち点でブンデスリーガ連覇という歴史的シーズンに貢献した。2012年5月12日のDFBポカール決勝でも、バイエルン・ミュンヘンに対し香川からのアシストで得点を挙げるなどハットトリックを達成。ドルトムントが5-2で優勝を決めた。これによりチームはシーズン2冠を達成した。この大会では6試合で7ゴールを挙げて得点王となった。この頃のアタッカー陣の連携は強力で、後に英紙『Squawka』は"21世紀最高”の攻撃ユニットランキングで香川、ゲッツェとレヴァンドフスキの3人を7位に選出した。
2012-13シーズンは移籍が噂されるも残留。2013年4月24日のUEFAチャンピオンズリーグ 2012-13準決勝では、レアル・マドリードに対し4得点を挙げた。CL準決勝で初めて4得点した選手となった。
2014年1月4日、2014-15シーズンよりボルシア・ドルトムントの最大のライバルであるバイエルン・ミュンヘンへ移籍することが発表された。背番号は9番。
2014年5月10日にブンデスリーガ2013-14最終節のヘルタ・ベルリン戦で2ゴールを記録。リーグ戦での通算ゴール数を20点に伸ばし、バイエルンのマリオ・マンジュキッチを2点差で抑えて得点王に輝いた。

### バイエルン・ミュンヘン

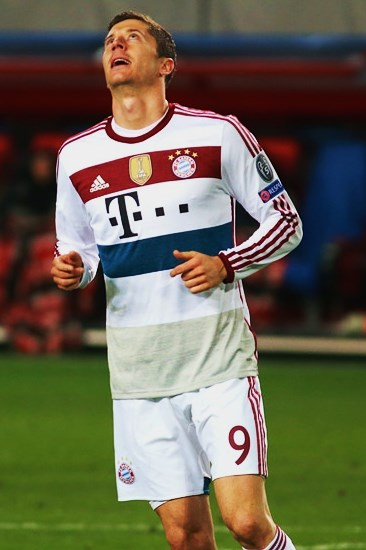
バイエルン・ミュンヘン時代 (2014年)

2014年7月1日からバイエルン・ミュンヘンに加入した。契約期間は2019年6月30日までの5年契約。
2015-16シーズン、2015年9月22日のヴォルフスブルク戦では0-1の状況で後半から途中出場し、後半51分に同点ゴールを決めると同52分、55分にもゴールを決め、ブンデスリーガ史上最速となる3分22秒でハットトリックを達成する。それだけで終わらず同57分に4点目を、さらに60分に5点目を決めた。1試合5点は1991年にMSVデュースブルクのミヒャエル・テニエスがカールスルーエ戦で記録して以来で14人目の、途中出場の選手では初の達成であった。これにより、「ブンデスリーガでの最速ハットトリック」「最速4ゴール(5分42秒)」「最速5ゴール(8分59秒)」「途中出場選手の1試合最多ゴール」という4つのギネス世界記録を同時に認定された。9月26日に行われた第7節のマインツ戦でゴールを挙げ、同リーグ通算100得点を達成、リーグ戦32試合に出場し30得点を記録、リーグ優勝に貢献した。2015年のバロンドールの投票では第4位になった。
2016-17シーズン、リーグ開幕戦のブレーメン戦でハットトリックを達成した。12月13日にバイエルンとの契約を2021年まで延長した。2017年3月11日のフランクフルト戦でのバイエルン100ゴールを達成（137試合で100ゴール）。2016-17シーズンはブンデスリーガの最終節を前に30得点を挙げ得点王争いのトップに立っていたが、最終節に逆転され得点王のタイトルを逃した。
2017-18シーズン、通算48試合41ゴールを挙げた。また3度目のリーグ得点王に輝いた。2018-19シーズン、ドイツスーパカップのフランクフルト戦でハットトリックを達成。シーズン全体で47試合40ゴールを記録してリーグ制覇、ポカール、スーパーカップの3冠獲得に貢献した。一方で4月11日のトレーニング中にはチームメイトのコマンと殴り合いの喧嘩になるトラブルもあった。
2019-20シーズン、前人未到の5年連続開幕戦ゴールを決めた。8月24日、シャルケ戦でハットトリックを決める活躍を見せるなど8月は3試合で6ゴールを挙げ、ブンデスリーガ8月の月間MVPに選ばれた。9月18日のCL第1節、レッドスター・ベオグラード戦でバイエルンでの通算200ゴールを達成した。また、第9節ウニオン・ベルリンで開幕9試合連続となるゴールを決め、オーバメヤンが持っていたブンデスリーガ開幕連続試合ゴール新記録を更新した。次節のフランクフルト戦でも、チームは5-1で大敗したがゴールを決めて10試合連続、さらに翌節のドルトムントとのデア・クラシカーにおいても2ゴールを記録してチームの勝利に貢献。開幕から11試合連続ゴールを記録した。CLのレッドスター・ベオグラード戦では僅か14分で4ゴールを決め、CL史上最速で4ゴールを挙げた選手になった。第32節のブレーメン戦でシーズン31点目となるゴールを決め、ブンデスリーガにおけるこれまでの自己最多を更新するととともに、この試合の勝利でチームは前人未踏のリーグ8連覇を達成した。最終的にリーグ戦では31試合で34得点を挙げて年間MVPに輝いた。DFBポカール決勝のレバークーゼン戦で2ゴールを決め、優勝に大きく寄与した。チャンピオンズリーグ準決勝のリヨン戦で1ゴールを決め、チームの7年振りとなる決勝進出に貢献、決勝のパリ・サンジェルマン戦ではゴールを奪うことは出来なかったが、大会トータル15ゴールを決め大会得点王に輝き、優勝に貢献した。
2020-21シーズン、リーグの開幕戦で6期連続開幕戦のゴールを決めると、10月4日、第3節のヘルタ・ベルリン戦では4ゴールを挙げた。12月16日のヴォルフスブルク戦で2ゴールを挙げ、ブンデスリーガ通算250ゴールを達成した(ブンデスリーガ史上3人目)。2021年3月20日のシュツットガルト戦でハットトリックを決めてリーグ戦でのゴール数を35とし、リーグ戦でのキャリアハイを更新した。2021年5月15日のフライブルク戦でシーズン40ゴール目をPKで決め、1971-72シーズンにゲルト・ミュラーが記録した歴代最多に並んだ。そして2021年5月22日、アウクスブルク戦で終了間際にレロイ・サネのシュートのこぼれ球を決め、41得点目を記録して歴代最多を更新した。
2021-22シーズン、2021年11月22日、欧州CL・GS第4節のベンフィカ戦ではCL通算100試合を達成した。12月27日、ヴォルフスブルク戦でもゴールを決め、ブンデスリーガ史上最多となる年間43得点を決めた。11月29日に発表された2021年のバロンドールでは、リオネル・メッシに次ぐ2位だった。2022年1月15日のケルン戦でブンデスリーガ通算300得点を達成、ゲルト・ミュラー以来史上2人目の記録となった。3月8日、欧州CL・決勝T1回戦2ndレグのザルツブルク戦ではCL史上最速のハットトリックを達成した。リーグ戦では34試合35ゴールを挙げてリーグ10連覇に貢献、年間トータルでは50ゴールを挙げた。しかしシーズン終盤には来季以降の契約を延長せず退団をほのめかす発言をした。

### バルセロナ
2022年7月19日、多数のビッククラブからのオファーがあった中でスペイン1部リーグであるラ・リーガに所属するFCバルセロナへの移籍が発表された。契約期間は2025年までの3年間に1年延長オプションが付随している。移籍金は4500万ユーロと出来高500万ユーロで、違約金は5億ユーロに設定された。8月21日、第2節のレアル・ソシエダ戦で移籍後初ゴールを含む2得点を決めた。9月7日、欧州CL・GL第1節のヴィクトリア・プルゼニ戦では、CL史上初となる異なる3クラブでハットトリックを達成した。9月27日、第6節のエルチェ戦では5試合連続ゴールを決めて、チームの5連勝に貢献した。10月1日、RCDマジョルカ戦でリーグ戦6試合連続となるゴールを挙げ、勝利に貢献した。10月20日、第10節のビジャレアルCF戦では早くもシーズン二桁ゴールを決めた。11月8日に行われた第14節のオサスナ戦にて、退場処分を受けた際に行ったジェスチャーが物議を醸し、スペインサッカー連盟から公式戦3試合の出場停止が言い渡された。2022-23シーズンのスーペルコパでは順調に勝ち上がり1月15日に行われたレアル・マドリードとの決勝戦では1ゴールを決め、チームを優勝に導いた。このシーズンのリーグ戦で24得点を挙げ、リーグ得点王となり、ピチーチ賞を獲得した。

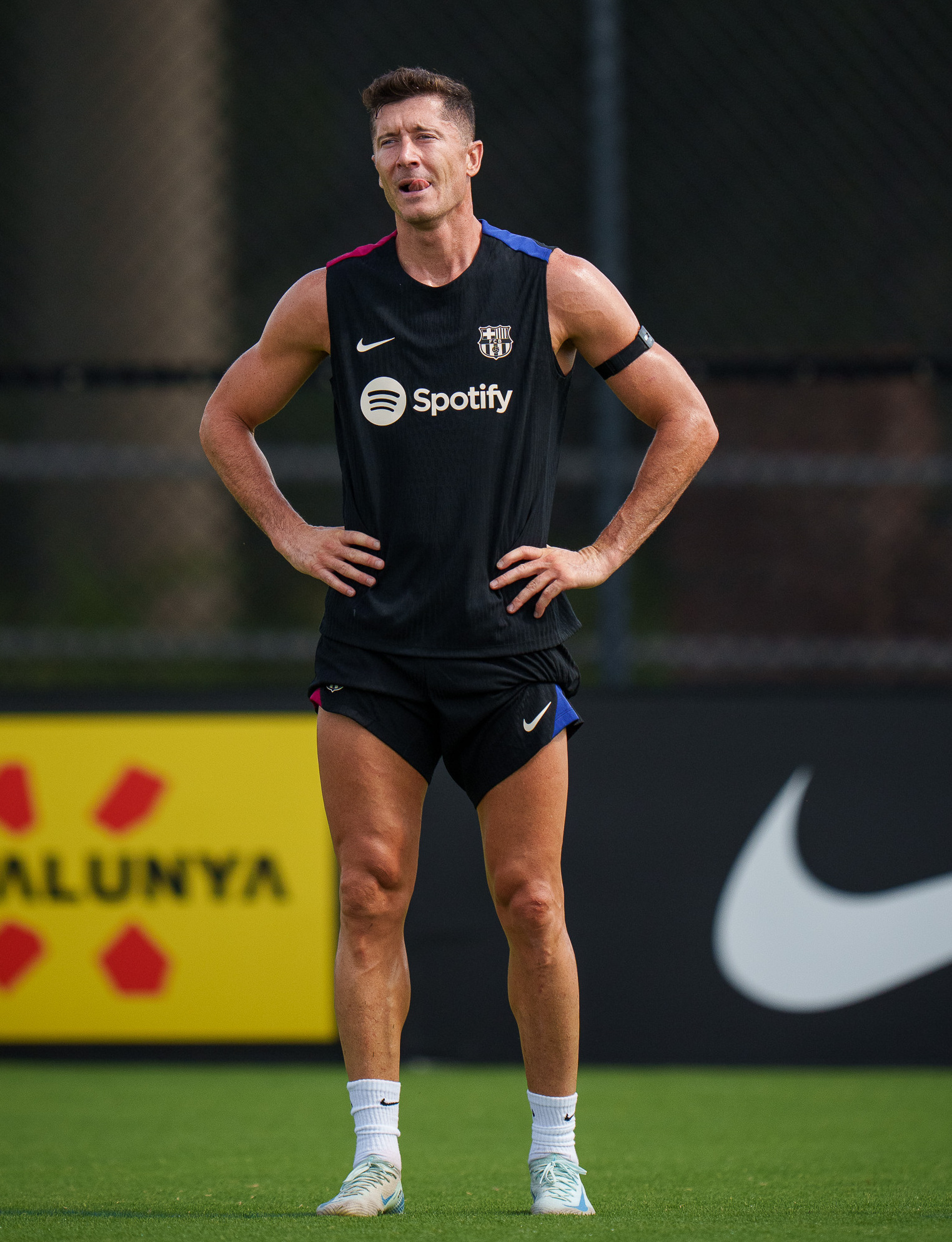
2024年のプレーシーズン中のレヴァンドフスキ

2023-24シーズン、9月23日、第6節のセルタ・デ・ビーゴ戦ではチームを救う2得点をきめて逆転勝利に貢献した。2024-25シーズン開幕を前に放出候補の一人とも報じられていたが、自ら減俸を申し出て残留すると、開幕からの4試合で4ゴールを決めるスタートを切った。

## 代表経歴

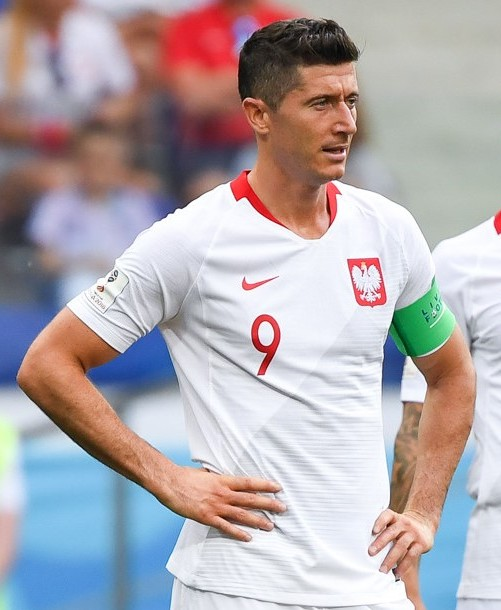
ポーランド代表でのレヴァンドフスキ (2018年)

2008年9月10日、2010 FIFAワールドカップ・ヨーロッパ予選のサンマリノ戦でポーランド代表デビューを飾り、初得点も記録した。同予選ではホームで行われたサンマリノ戦でも得点している。自国開催となったUEFA EURO 2012では開幕戦のギリシャ戦でオープニングゴールとなる先制点を挙げ、マン・オブ・ザ・マッチに選ばれた。
UEFA EURO 2016予選では勝ち点で並び2位を争うアイルランドとの最終節で決勝ゴールを挙げるなど、ポーランドの予選突破に貢献。この決勝ゴールで同予選13得点とし、デイヴィッド・ヒーリーの持つEURO予選の得点記録に並んだ。
UEFA EURO 2016では準々決勝のポルトガル戦で同大会初得点を記録するもチームは敗戦した。
2017年10月5日に行われたアルメニア戦でハットトリックを記録し代表通算50得点を記録。ヴォジミエシュ・ルバンスキの持つ48得点を上回りポーランド史上最多得点記録を更新した。
2018 FIFAワールドカップロシア大会予選では予選歴代最多の16ゴールを決め、ポーランドの本大会出場に大きく貢献し、本大会に出場したが、一次リーグの3試合で無得点、ポーランドも一次リーグで早々に姿を消し、大きな批判を受けた。
2021年、EURO2020ではグループリーグ第2戦のスペイン戦で1ゴールを挙げ、引き分けに貢献。同スペイン戦のゴールがEURO史上10人目の3大会連続ゴールとなった。第3戦のスウェーデン戦では2ゴールを挙げたが、2-3で敗れ決勝トーナメントに進めなかった。
2022年11月、ワールドカップカタール大会、グループリーグ初戦のメキシコ戦ではPKを蹴るもギジェルモ・オチョアにセーブされ、またしてもワールドカップ本大会での得点を奪えなかったが、第2戦サウジアラビア戦では前半に1アシストを決めると、後半にはワールドカップ初得点を挙げた。決勝トーナメント1回戦のフランス戦では試合終了間際にPKで得点を挙げたが、試合は1-3で敗れた。
2024年6月、レヴァンドフスキはドイツで開催されるUEFA EURO 2024のポーランド代表最終26人メンバーに選出された。 ポーランドのグループステージ第3戦では、彼がPKを決めてフランス戦で1-1の同点に持ち込んだ。しかし、ポーランドはグループ最下位で大会から敗退した。

## 人物

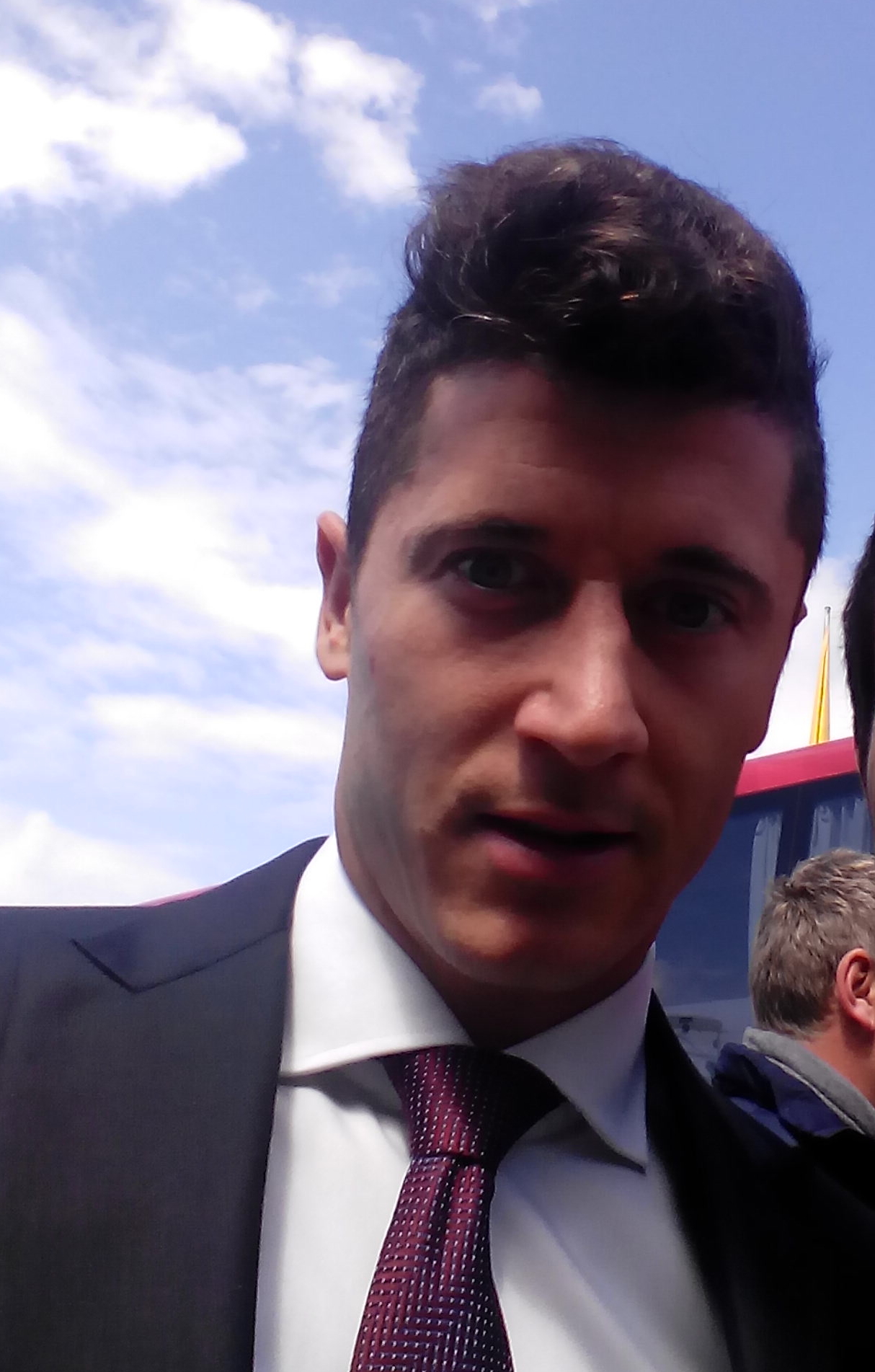
2016年のレヴァンドフスキ

レヴァンドフスキ（Lewandowski）という姓は現在のポーランド共和国首都ワルシャワ近郊の「レヴァンドゥフ」（Lewandów）という地名から。これは古いポーランド語で植物の「ラベンダー」を意味するlewanda–（現代ポーランド語ではlawenda-）という語幹を持つ。いわば「ラベンダー村（の）」という意味。ポーランド国内には2015年時点で男性58,618人、女性（女性形のLewandowskaとして）59,773人がこの姓を持ち、男女いずれも7番目に多い姓であった。また、ブラジル連邦最高裁判所長官のリカルド・レヴァンドフスキのように、国外のポーランド系で「レヴァンドフスキ」という姓を持つ者もいる。
夫人は空手家で管理栄養士のアナ・レヴァンドフスカ。
2007年にワルシャワ体育大学に入学し、休学を経て2017年に学士課程を卒業した。トレーニング理論とマネジメントを専攻し、試験では3度全体トップの成績を収めた。卒業論文の題材には自身のキャリアについての考察をまとめた。

## 個人成績

### クラブ

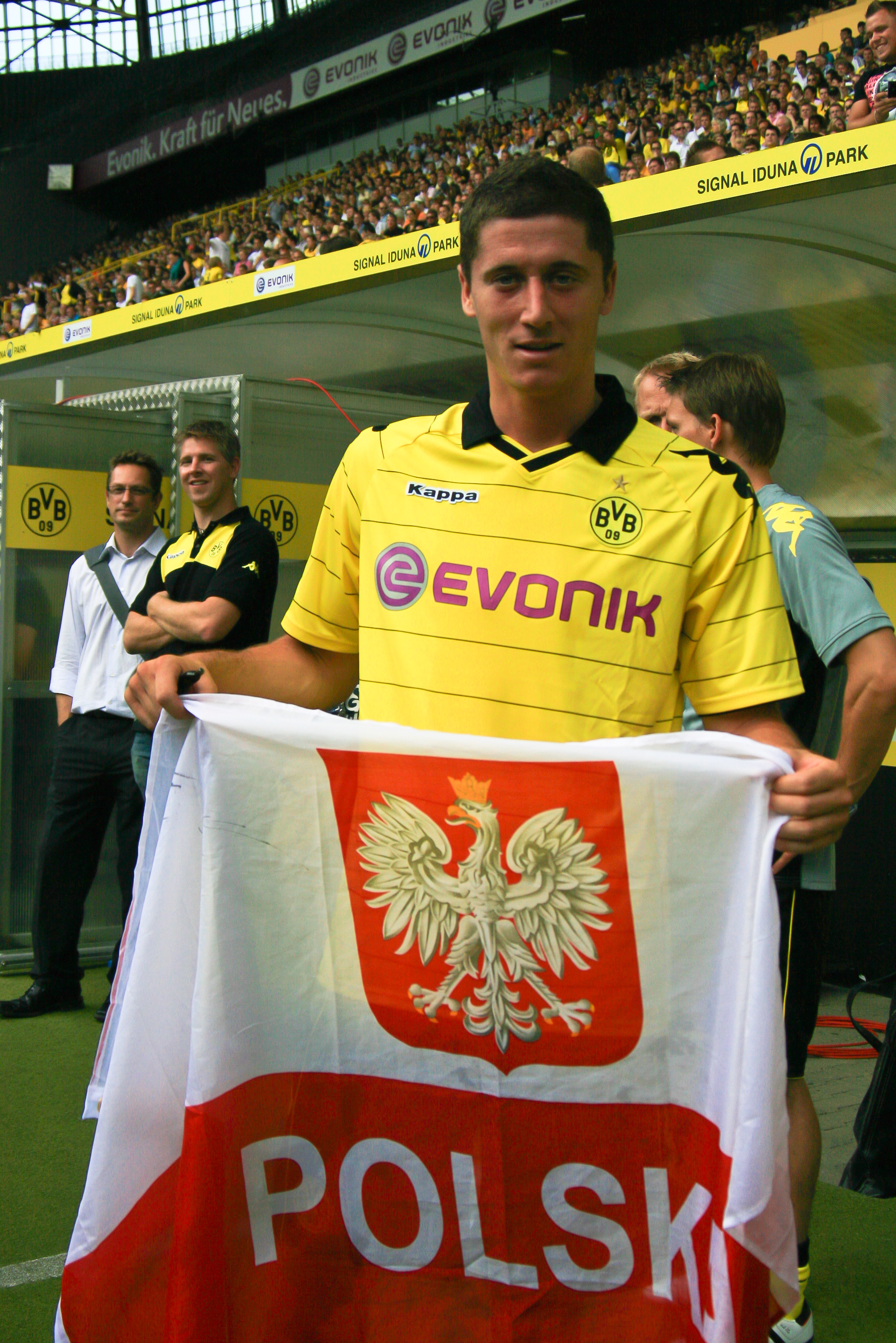
ドルトムント時代 (2010年)

2024-25シーズン終了まで現在
| クラブ                 | シーズン     | リーグ           | リーグ戦 | リーグ戦 | カップ戦 | カップ戦 | 欧州カップ戦 | 欧州カップ戦 | その他 | その他 | 合計 | 合計 |
| クラブ                 | シーズン     | リーグ           | 出場     | 得点     | 出場     | 得点     | 出場         | 得点         | 出場   | 得点   | 出場 | 得点 |
| ---------------------- | ------------ | ---------------- | -------- | -------- | -------- | -------- | ------------ | ------------ | ------ | ------ | ---- | ---- |
| ズニチュ・プルシュクフ | 2006–07      | II リガ          | 27       | 15       | 2        | 1        | –            | –            | –      | –      | 29   | 16   |
| ズニチュ・プルシュクフ | 2007–08      | I リガ           | 32       | 21       | 2        | 0        | –            | –            | –      | –      | 34   | 21   |
| ズニチュ・プルシュクフ | 合計         | 合計             | 59       | 36       | 4        | 1        | 0            | 0            | 0      | 0      | 63   | 37   |
| レフ・ポズナン         | 2008–09      | エクストラクラサ | 30       | 14       | 6        | 2        | 12           | 4            | –      | –      | 48   | 20   |
| レフ・ポズナン         | 2009–10      | エクストラクラサ | 28       | 18       | 1        | 0        | 4            | 2            | 1      | 1      | 34   | 21   |
| レフ・ポズナン         | 合計         | 合計             | 58       | 32       | 7        | 2        | 16           | 6            | 1      | 1      | 82   | 41   |
| ボルシア・ドルトムント | 2010–11      | ブンデスリーガ   | 33       | 8        | 2        | 0        | 8            | 1            | –      | –      | 43   | 9    |
| ボルシア・ドルトムント | 2011–12      | ブンデスリーガ   | 34       | 22       | 6        | 7        | 6            | 1            | 1      | 0      | 47   | 30   |
| ボルシア・ドルトムント | 2012–13      | ブンデスリーガ   | 31       | 24       | 4        | 1        | 13           | 10           | 1      | 1      | 49   | 36   |
| ボルシア・ドルトムント | 2013–14      | ブンデスリーガ   | 33       | 20       | 5        | 2        | 9            | 6            | 1      | 0      | 48   | 28   |
| ボルシア・ドルトムント | 合計         | 合計             | 131      | 74       | 17       | 10       | 36           | 18           | 3      | 1      | 187  | 103  |
| バイエルン・ミュンヘン | 2014–15      | ブンデスリーガ   | 31       | 17       | 5        | 2        | 12           | 6            | 1      | 0      | 49   | 25   |
| バイエルン・ミュンヘン | 2015–16      | ブンデスリーガ   | 32       | 30       | 6        | 3        | 12           | 9            | 1      | 0      | 51   | 42   |
| バイエルン・ミュンヘン | 2016–17      | ブンデスリーガ   | 33       | 30       | 4        | 5        | 9            | 8            | 1      | 0      | 47   | 43   |
| バイエルン・ミュンヘン | 2017–18      | ブンデスリーガ   | 30       | 29       | 6        | 6        | 11           | 5            | 1      | 1      | 48   | 41   |
| バイエルン・ミュンヘン | 2018–19      | ブンデスリーガ   | 33       | 22       | 5        | 7        | 8            | 8            | 1      | 3      | 47   | 40   |
| バイエルン・ミュンヘン | 2019–20      | ブンデスリーガ   | 31       | 34       | 5        | 6        | 10           | 15           | 1      | 0      | 47   | 55   |
| バイエルン・ミュンヘン | 2020-21      | ブンデスリーガ   | 29       | 41       | 1        | 0        | 6            | 5            | 4      | 2      | 40   | 48   |
| バイエルン・ミュンヘン | 2021-22      | ブンデスリーガ   | 34       | 35       | 1        | 0        | 10           | 13           | 1      | 2      | 46   | 50   |
| バイエルン・ミュンヘン | 合計         | 合計             | 253      | 238      | 33       | 29       | 78           | 69           | 11     | 8      | 375  | 344  |
| バルセロナ             | 2022-23      | プリメーラ       | 34       | 23       | 3        | 2        | 7            | 6            | 2      | 2      | 46   | 33   |
| バルセロナ             | 2023-24      | プリメーラ       | 35       | 19       | 3        | 2        | 9            | 3            | 2      | 2      | 49   | 26   |
| バルセロナ             | 2024-25      | プリメーラ       | 34       | 27       | 3        | 3        | 13           | 11           | 2      | 1      | 52   | 42   |
| バルセロナ             | 合計         | 合計             | 103      | 69       | 9        | 7        | 29           | 20           | 6      | 5      | 147  | 101  |
| キャリア合計           | キャリア合計 | キャリア合計     | 638      | 463      | 76       | 52       | 159          | 113          | 21     | 15     | 898  | 647  |

### 代表

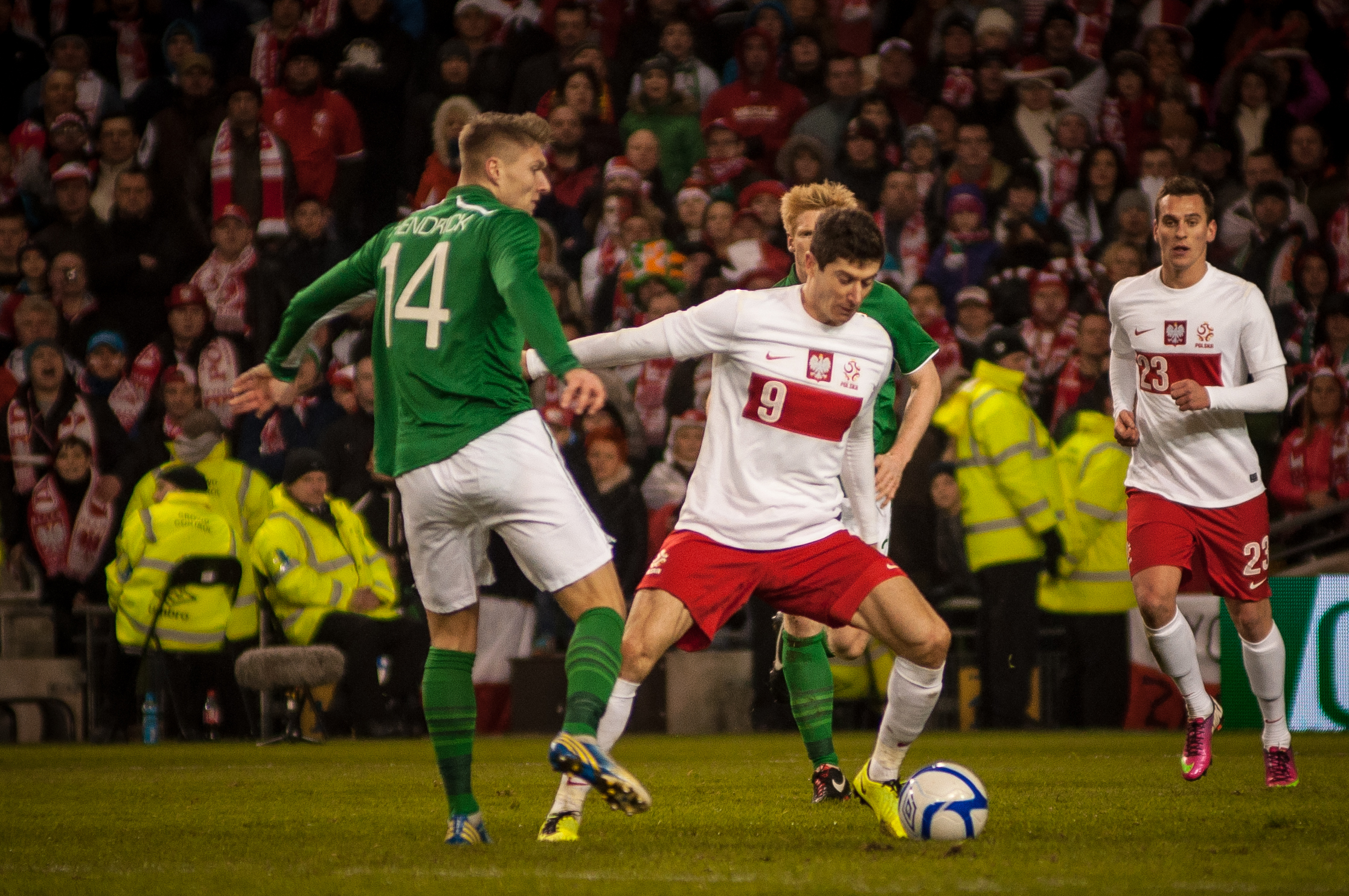
ポーランド代表でプレーするレヴァンドフスキ (写真中央)

- 国際Aマッチ 153試合 84得点（2008年-）[5]

| ポーランド代表 | 国際Aマッチ | 国際Aマッチ |
| 年             | 出場        | 得点        |
| -------------- | ----------- | ----------- |
| 2008           | 4           | 2           |
| 2009           | 12          | 1           |
| 2010           | 13          | 6           |
| 2011           | 11          | 4           |
| 2012           | 10          | 2           |
| 2013           | 10          | 3           |
| 2014           | 6           | 5           |
| 2015           | 7           | 11          |
| 2016           | 12          | 8           |
| 2017           | 6           | 9           |
| 2018           | 11          | 4           |
| 2019           | 10          | 6           |
| 2020           | 4           | 2           |
| 2021           | 12          | 11          |
| 2022           | 10          | 4           |
| 2023           | 8           | 4           |
| 2024           | 7           | 2           |
| 通算           | 153         | 84          |

### 代表での得点
| #   | 開催日         | 開催地                     | 対戦国                   | スコア | 結果          | 大会                                    |
| --- | -------------- | -------------------------- | ------------------------ | ------ | ------------- | --------------------------------------- |
| 1.  | 2008年9月10日  | セラヴァッレ               | サンマリノ               | 2 – 0  | ○ 2–0         | 2010 FIFAワールドカップ・ヨーロッパ予選 |
| 2.  | 2008年11月19日 | ダブリン                   | アイルランド             | 1 – 3  | ○ 2–3         | 親善試合                                |
| 3.  | 2009年4月1日   | キェルツェ                 | サンマリノ               | 4 – 0  | ○ 10–0        | 2010 FIFAワールドカップ・ヨーロッパ予選 |
| 4.  | 2010年1月23日  | ナコーン・ラーチャシーマー | シンガポール             | 1 – 0  | ○ 6–1         | キングズ・カップ2010                    |
| 5.  | 2010年1月23日  | ナコーン・ラーチャシーマー | シンガポール             | 2 – 0  | ○ 6–1         | キングズ・カップ2010                    |
| 6.  | 2010年3月3日   | ワルシャワ                 | ブルガリア               | 2 – 0  | ○ 2–0         | 親善試合                                |
| 7.  | 2010年9月7日   | クラクフ                   | オーストラリア           | 1 – 1  | ● 1–2         | 親善試合                                |
| 8.  | 2010年11月17日 | ポズナン                   | コートジボワール         | 1 – 0  | ○ 3–1         | 親善試合                                |
| 9.  | 2010年11月17日 | ポズナン                   | コートジボワール         | 3 – 1  | ○ 3–1         | 親善試合                                |
| 10. | 2011年2月9日   | ファロ                     | ノルウェー               | 1 – 0  | ○ 1–0         | 親善試合                                |
| 11. | 2011年9月6日   | グダニスク                 | ドイツ                   | 1 – 0  | △ 2–2         | 親善試合                                |
| 12. | 2011年10月7日  | ソウル                     | 韓国                     | 1 – 0  | △ 2–2         | 親善試合                                |
| 13. | 2011年10月11日 | ヴィースバーデン           | ベラルーシ               | 2 – 0  | ○ 2–0         | 親善試合                                |
| 14. | 2012年6月2日   | ワルシャワ                 | アンドラ                 | 2 – 0  | ○ 4–0         | 親善試合                                |
| 15. | 2012年6月8日   | ワルシャワ                 | ギリシャ                 | 1 – 0  | △ 1–1         | UEFA EURO 2012                          |
| 16. | 2013年3月26日  | ワルシャワ                 | サンマリノ               | 1 – 0  | ○ 5–0         | 2014 FIFAワールドカップ・ヨーロッパ予選 |
| 17. | 2013年3月26日  | ワルシャワ                 | サンマリノ               | 3 – 0  | ○ 5–0         | 2014 FIFAワールドカップ・ヨーロッパ予選 |
| 18. | 2013年9月6日   | ワルシャワ                 | モンテネグロ             | 1 – 1  | △ 1–1         | 2014 FIFAワールドカップ・ヨーロッパ予選 |
| 19. | 2014年6月6日   | ワルシャワ                 | リトアニア               | 2 – 1  | ○ 2–1         | 親善試合                                |
| 20. | 2014年9月7日   | ファロ                     | ジブラルタル             | 3 – 0  | ○ 7–0         | UEFA EURO 2016予選                      |
| 21. | 2014年9月7日   | ファロ                     | ジブラルタル             | 4 – 0  | ○ 7–0         | UEFA EURO 2016予選                      |
| 22. | 2014年9月7日   | ファロ                     | ジブラルタル             | 6 – 0  | ○ 7–0         | UEFA EURO 2016予選                      |
| 23. | 2014年9月7日   | ファロ                     | ジブラルタル             | 7 – 0  | ○ 7–0         | UEFA EURO 2016予選                      |
| 24. | 2015年6月13日  | ワルシャワ                 | ジョージア               | 2 – 0  | ○ 4–0         | UEFA EURO 2016予選                      |
| 25. | 2015年6月13日  | ワルシャワ                 | ジョージア               | 3 – 0  | ○ 4–0         | UEFA EURO 2016予選                      |
| 26. | 2015年6月13日  | ワルシャワ                 | ジョージア               | 4 – 0  | ○ 4–0         | UEFA EURO 2016予選                      |
| 27. | 2015年9月4日   | フランクフルト             | ドイツ                   | 1 – 3  | ● 1–3         | UEFA EURO 2016予選                      |
| 28. | 2015年9月7日   | ワルシャワ                 | ジブラルタル             | 3 – 0  | ○ 8–1         | UEFA EURO 2016予選                      |
| 29. | 2015年9月7日   | ワルシャワ                 | ジブラルタル             | 4 – 0  | ○ 8–1         | UEFA EURO 2016予選                      |
| 30. | 2015年10月8日  | グラスゴー                 | スコットランド           | 1 – 0  | △ 2–2         | UEFA EURO 2016予選                      |
| 31. | 2015年10月8日  | グラスゴー                 | スコットランド           | 2 – 2  | △ 2–2         | UEFA EURO 2016予選                      |
| 32. | 2015年10月11日 | ワルシャワ                 | アイルランド             | 2 – 1  | ○ 2–1         | UEFA EURO 2016予選                      |
| 33. | 2015年11月13日 | ワルシャワ                 | アイスランド             | 3 – 2  | ○ 4–2         | 親善試合                                |
| 34. | 2015年11月13日 | ワルシャワ                 | アイスランド             | 4 – 2  | ○ 4–2         | 親善試合                                |
| 35. | 2016年6月30日  | マルセイユ                 | ポルトガル               | 1 – 1  | ● 1–1 (PK3-5) | UEFA EURO 2016準々決勝                  |
| 36. | 2016年9月4日   | アスタナ                   | カザフスタン             | 2 – 0  | △ 2–2         | 2018 FIFAワールドカップ・ヨーロッパ予選 |
| 37. | 2016年10月8日  | ワルシャワ                 | デンマーク               | 1 – 0  | ○ 3–2         | 2018 FIFAワールドカップ・ヨーロッパ予選 |
| 38. | 2016年10月8日  | ワルシャワ                 | デンマーク               | 2 – 0  | ○ 3–2         | 2018 FIFAワールドカップ・ヨーロッパ予選 |
| 39. | 2016年10月8日  | ワルシャワ                 | デンマーク               | 3 – 0  | ○ 3–2         | 2018 FIFAワールドカップ・ヨーロッパ予選 |
| 40. | 2016年10月11日 | ワルシャワ                 | アルメニア               | 2 – 1  | ○ 2–1         | 2018 FIFAワールドカップ・ヨーロッパ予選 |
| 41. | 2016年11月11日 | ブカレスト                 | ルーマニア               | 2 – 0  | ○ 3–0         | 2018 FIFAワールドカップ・ヨーロッパ予選 |
| 42. | 2016年11月11日 | ブカレスト                 | ルーマニア               | 3 – 0  | ○ 3–0         | 2018 FIFAワールドカップ・ヨーロッパ予選 |
| 43. | 2017年3月26日  | ポドゴリツァ               | モンテネグロ             | 1 – 1  | ○ 2–1         | 2018 FIFAワールドカップ・ヨーロッパ予選 |
| 44. | 2017年6月10日  | ワルシャワ                 | ルーマニア               | 1 – 0  | ○ 3–1         | 2018 FIFAワールドカップ・ヨーロッパ予選 |
| 45. | 2017年6月10日  | ワルシャワ                 | ルーマニア               | 2 – 0  | ○ 3–1         | 2018 FIFAワールドカップ・ヨーロッパ予選 |
| 46. | 2017年6月10日  | ワルシャワ                 | ルーマニア               | 3 – 0  | ○ 3–1         | 2018 FIFAワールドカップ・ヨーロッパ予選 |
| 47. | 2017年9月4日   | ワルシャワ                 | カザフスタン             | 3 – 0  | ○ 3–0         | 2018 FIFAワールドカップ・ヨーロッパ予選 |
| 48. | 2017年10月5日  | エレバン                   | アルメニア               | 2 – 0  | ○ 6–1         | 2018 FIFAワールドカップ・ヨーロッパ予選 |
| 49. | 2017年10月5日  | エレバン                   | アルメニア               | 3 – 0  | ○ 6–1         | 2018 FIFAワールドカップ・ヨーロッパ予選 |
| 50. | 2017年10月5日  | エレバン                   | アルメニア               | 5 – 1  | ○ 6–1         | 2018 FIFAワールドカップ・ヨーロッパ予選 |
| 51. | 2017年10月8日  | ワルシャワ                 | モンテネグロ             | 3 – 2  | ○ 4–2         | 2018 FIFAワールドカップ・ヨーロッパ予選 |
| 52. | 2018年3月27日  | ホジュフ                   | 韓国                     | 1 – 0  | ○ 3–2         | 親善試合                                |
| 53. | 2018年6月8日   | ポズナン                   | チリ                     | 1 - 0  | △ 2-2         | 親善試合                                |
| 54. | 2018年6月12日  | ワルシャワ                 | リトアニア               | 1 - 0  | ○ 4-0         | 親善試合                                |
| 55. | 2018年6月12日  | ワルシャワ                 | リトアニア               | 2 - 0  | ○ 4-0         | 親善試合                                |
| 56. | 2019年3月24日  | ワルシャワ                 | ラトビア                 | 1 - 0  | ○ 2-0         | UEFA EURO 2020予選                      |
| 57. | 2019年6月10日  | ワルシャワ                 | イスラエル               | 2 - 0  | ○ 4-0         | UEFA EURO 2020予選                      |
| 58. | 2019年10月10日 | リガ                       | ラトビア                 | 1 - 0  | ○ 3-0         | UEFA EURO 2020予選                      |
| 59. | 2019年10月10日 | リガ                       | ラトビア                 | 2 - 0  | ○ 3-0         | UEFA EURO 2020予選                      |
| 60. | 2019年10月10日 | リガ                       | ラトビア                 | 3 - 0  | ○ 3-0         | UEFA EURO 2020予選                      |
| 61. | 2019年11月19日 | ワルシャワ                 | スロベニア               | 2 - 1  | ○ 3-2         | UEFA EURO 2020予選                      |
| 62. | 2020年10月14日 | ワルシャワ                 | ボスニア・ヘルツェゴビナ | 1–0    | 3–0           | UEFAネーションズリーグ2020-21           |
| 63. | 2020年10月14日 | ワルシャワ                 | ボスニア・ヘルツェゴビナ | 3–0    | 3–0           | UEFAネーションズリーグ2020-21           |
| 64. | 2021年3月25日  | ブダペスト                 | ハンガリー               | 3–3    | 3–3           | 2022 FIFAワールドカップ・ヨーロッパ予選 |
| 65. | 2021年3月28日  | ワルシャワ                 | アンドラ                 | 1–0    | 3–0           | 2022 FIFAワールドカップ・ヨーロッパ予選 |
| 66. | 2021年3月28日  | ワルシャワ                 | アンドラ                 | 2–0    | 3–0           | 2022 FIFAワールドカップ・ヨーロッパ予選 |
| 67. | 2021年6月19日  | セビリア                   | スペイン                 | 1–1    | 1–1           | UEFA EURO 2020                          |
| 68. | 2021年6月23日  | サンクトペテルブルク       | スウェーデン             | 1–2    | 2–3           | UEFA EURO 2020                          |
| 69. | 2021年6月23日  | サンクトペテルブルク       | スウェーデン             | 2–2    | 2–3           | UEFA EURO 2020                          |
| 70. | 2021年9月2日   | ワルシャワ                 | アルバニア               | 1-0    | 4-1           | 2022 FIFAワールドカップ・ヨーロッパ予選 |
| 71. | 2021年9月5日   | セラヴァッレ               | サンマリノ               | 0-1    | 1-7           | 2022 FIFAワールドカップ・ヨーロッパ予選 |
| 72. | 2021年9月5日   | セラヴァッレ               | サンマリノ               | 0-3    | 1-7           | 2022 FIFAワールドカップ・ヨーロッパ予選 |
| 73. | 2021年9月12日  | アンドラ・ラ・ベリャ       | アンドラ                 | 0-1    | 1-4           | 2022 FIFAワールドカップ・ヨーロッパ予選 |
| 74. | 2021年9月12日  | アンドラ・ラ・ベリャ       | アンドラ                 | 0-3    | 1-4           | 2022 FIFAワールドカップ・ヨーロッパ予選 |
| 75. | 2022年3月29日  | ホジュフ                   | スウェーデン             | 1-0    | 2-0           | 2022 FIFAワールドカップ・ヨーロッパ予選 |
| 76. | 2022年6月8日   | ブリュッセル               | ベルギー                 | 0-1    | 6-1           | UEFAネーションズリーグ2022-23           |
| 77. | 2022年11月26日 | アル・ラーヤン             | サウジアラビア           | 2-0    | 2-0           | 2022 FIFAワールドカップ                 |
| 78. | 2022年12月4日  | ドーハ                     | フランス                 | 3-1    | 3-1           | 2022 FIFAワールドカップ                 |
| 79. | 2023年6月20日  | キシナウ                   | モルドバ                 | 2-0    | 2-3           | UEFA EURO 2024予選                      |
| 80. | 2023年9月7日   | ワルシャワ                 | フェロー諸島             | 1-0    | 2-0           | UEFA EURO 2024予選                      |
| 81. | 2023年9月7日   | ワルシャワ                 | フェロー諸島             | 2-0    | 2-0           | UEFA EURO 2024予選                      |

## タイトル

### クラブ
ズニチュ・プルシュクフ
- ポーランド3部 : 2006-07

レフ・ポズナン
- エクストラクラサ : 2009-10
- ポーランド・カップ : 2008-09
- ポーランド・スーパーカップ（英語版） : 2009

ボルシア・ドルトムント
- ブンデスリーガ : 2回 (2010-11, 2011-12)
- DFBポカール : 2011-12
- DFLスーパーカップ : 2013

バイエルン・ミュンヘン
- ブンデスリーガ : 8回 (2014-15, 2015-16, 2016-17, 2017-18, 2018-19, 2019-20, 2020-21, 2021-22)
- DFBポカール : 3回（2015-16, 2018-19, 2019-20）
- DFLスーパーカップ : 3回 (2016, 2017, 2018, 2020)
- UEFAチャンピオンズリーグ : 2019-20
- UEFAスーパーカップ : 2020
- FIFAクラブワールドカップ : 2020

バルセロナ
- プリメーラ・ディビシオン : 2回（2022-23, 2024-25）
- コパ・デル・レイ: 2024-25
- スーペルコパ・デ・エスパーニャ : 2回（2022-23, 2024-25)

### 個人
- ポーランド3部 得点王 : 2006-07
- ポーランド2部 得点王 : 2007-08
- エクストラクラサ 得点王 : 2009-10
- ポーランド年間最優秀選手 : 2011
- ブンデスリーガ 得点王 ：7回 (2013-14, 2015-16, 2017-18, 2018-19, 2019-20, 2020-21, 2021-2022)
- ブンデスリーガ シーズン歴代最多得点：41 (2020-21) *従来の記録はゲルト・ミュラーの40 (1971-72)
- ブンデスリーガ ベストイレブン : 5回 (2014-15, 2015-16, 2016-17, 2017-18, 2018-19)
- ブンデスリーガ 最優秀選手賞 : 2回 (2016-17, 2019-20)
- ブンデスリーガ 月間最優秀選手賞 : 2回 (2019年9月, 2020年10月)
- ドイツ年間最優秀サッカー選手賞 : 2回 (2020, 2021)
- キッカー年間ベストイレブン : 7回 (2013–14, 2015–16, 2017–18, 2018–19, 2019–20, 2020–21, 2021–22)
- ラ・リーガ月間最優秀選手賞 : 2回 (2022年10月, 2024年2月)
- ラ・リーガ年間ベストイレブン : 2回 (2022-23, 2023-24)
- リーガ・エスパニョーラ得点王 : 2022-23
- UEFA EURO 2016予選最優秀選手賞
- UEFAチャンピオンズリーグ ベストイレブン : 4回 (2015-16, 2016-17, 2019-20, 2020-21)
- UEFAチャンピオンズリーグ 年間ベストチーム : 2019-20
- UEFAチャンピオンズリーグ得点王 : 2019-20
- UEFA欧州最優秀選手賞 : 2019-20
- UEFAクラブ・フットボール・アワード最優秀FW賞 : 2019-20
- ザ・ベスト・FIFAフットボールアウォーズ : 2回 (2020, 2021)
- ヨーロッパ・ゴールデンシュー : 2回 (2020-21, 2021-22)
- ゲルト・ミュラー・トロフィー : 2回 (2021, 2022)